# Station d'Anchusa Crispa de Cannella
Station d'Anchusa Crispa de Cannella este o arie protejată (sit de importanță comunitară — SCI) din Franța întinsă pe o suprafață de 0,7 ha, integral pe uscat.

## Localizare
Centrul sitului Station d'Anchusa Crispa de Cannella este situat la coordonatele 41°47′57″N 9°23′39″E / 41.79917°N 9.39417°E.

## Înființare
Situl Station d'Anchusa Crispa de Cannella a fost declarat arie specială de conservare în baza directivei 92/43 din 1992 referitoare la conservarea habitatelor naturale și a faunei și florei sălbatice pentru a proteja 1 specie de plante.

## Biodiversitate
Situată în ecoregiunea mediteraneană, aria protejată conține 3 habitate naturale: Dune cu vegetație ierboasă Malcolmietalia, Vegetație anuală la limita mareei, Dune mobile cu vegetație embrionară.
La baza desemnării sitului se află o specie protejată de  plante: Anchusa crispa.
Pe lângă speciile protejate, pe teritoriul sitului au mai fost identificate 10 specii de plante.